# Cyrnus trimaculatus
Cyrnus trimaculatus är en nattsländeart som först beskrevs av Curtis 1834.  Cyrnus trimaculatus ingår i släktet Cyrnus och familjen fångstnätnattsländor. Arten är reproducerande i Sverige. Inga underarter finns listade i Catalogue of Life.

## Bildgalleri

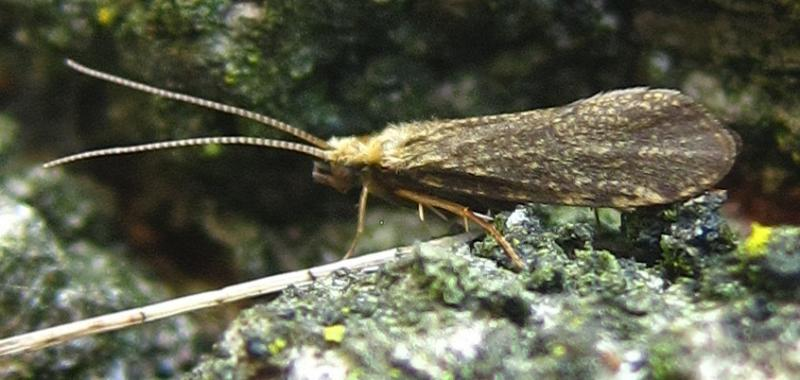